# Tesserantha connectens
Tesserantha connectens är en nässeldjursart som beskrevs av Ernst Haeckel 1880. Tesserantha connectens ingår i släktet Tesserantha och familjen Tesseranthidae. Inga underarter finns listade i Catalogue of Life.